# Тодор Боров
Тодор Боров (псевдоним на Тодор Цветанов Тодоров) (30 януари 1901 – 27 май 1993) е български библиограф. Баща е на българския философ и литературовед Цветан Тодоров и на българския физик академик Иван Тодоров.

## Биография

### Образование
Роден е в град Лом, където учи до тогавашния шести клас, днешен десети клас. През 1917 г. продължава образованието си в Русенската мъжка гимназия, а през 1918 г. се прехвърля в софийската Втора мъжка гимназия. През 1923 г. завършва Софийския университет, специалност славянска филология. Следва специализация по библиотечно дело и журналистика в Берлин.

### Научна кариера
Работи като библиотекар в Университетската библиотека (1929-1931) и уредник на библиотеката при Българска земеделска и кооперативна банка (1931-1944). Боров инициира създаването на Българския библиографски институт и е негов директор в периода от 1941 до 1964 г. В периода 1948–1963 г. редактира Годишника на Българския библиографски институт „Елин Пелин“. Между 1944 и 1949 г. е директор на Народната библиотека.
Преподава библиотекознание и библиография в Софийски университет, първо като частен хоноруван доцент (1943), от 1947 г. като хоноруван професор и като редовен професор (от 1952). Заема и поста ръководител на катедра „Библиотекознание и библиография“.

## Трудове
Има принос в изработването на библиографски справочници, редактира съчиненията на Елин Пелин, Христо Смирненски, Александър Балабанов. Намесва се в спасяването на непубликуваните ръкописи на Яна Язова. Участва в редколегиите на периодични издания като „Развигор“ (1921-1937), „Нарстуд“ (1924-1926), и списанията „Българска книга“ (1930), „Подслон“ (1934-1943).
Тодор Боров е автор на няколко книги:
- 1942 – „Пътят към книгите. Увод в библиографията“
- 1941 – „Книги, библиотеки, библиография (1941—1947)“
- 1955 – „Чехов и България. Критико-библиографска студия“
- 1973 – „Живот с книги (1942—1972)“
- 1992 – „Стъпки по пътя на един дълголетник (1901—1991)“
- 1970 – „Мъдростта на вековете“

## Памет
На професор Тодор Боров е наречена улица в квартал „Драгалевци“ в София (Карта).